# Buergplaz
Buergplaz är en kulle i Luxemburg, belägen i kommunen Troisvierges i den norra delen av landet, 62 kilometer norr om staden Luxemburg. Toppen på Buergplaz befinner sig 559 meter över havet. Det är den andra högsta punkten i Luxemburg efter Kneiff (560 meter över havet).